# 円興
円興（えんこう、生没年不詳）は、奈良時代の僧侶。俗姓は賀茂氏で、右兵衛率・賀茂虫麻呂の子。道鏡の弟子であり、道鏡政権の一員として法臣位に昇り権勢を振るった。

## 来歴
天平宝字8年（764年）弟の賀茂田守とともに、かつて雄略天皇が葛城山で狩猟を行った際、老夫に化身していた賀茂氏の氏神の高鴨神が天皇と獲物を競ったことから、天皇が怒ってその老夫（＝高鴨神）を土佐国に流してしまったことを言上する。その結果、称徳天皇は田守を土佐国に派遣して高鴨神を迎え、再び大和国葛上郡に祀った。
道鏡政権の一員であり、天平神護2年（766年）7月中律師から大僧都に昇進し、さらに同年10月に道鏡が法王になると同時に、円興も法臣（法王の両翼を担う地位）の位を授けられた。また、大納言に準じる月料を与えられている。神護景雲2年（768年）弟子の基真によって侮り欺かれたとして、これを飛騨国に流した。
神護景雲4年（770年）の称徳天皇崩御やそれに続く道鏡の失脚に関連しての動静は伝わらないが、光仁朝末の宝亀9年（778年）になって少僧都に任ぜられている。